# جوزف شائول کورنفلد

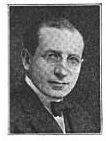
ربی جوزف شائول کورنفلد سفیر ایالات متحده در ایران.

جوزف شائول کورنفلد (به انگلیسی: Joseph Saul Kornfeld) یک حاخام رفرم آمریکایی و سفیر آمریکا در ایران بود. او در ۱۲ فوریه ۱۸۷۶ در امپراطوری مجارستان-اتریش متولد شد و در کودکی به آمریکا رفت. او در سال ۱۸۹۹ بعد از فراغت از تحصیل در رشته الهیات یهودی، حاخام شد. او در پاینبلاف آرکانزاس، مونترال و کلمبوس اوهایو حاخام بود. او به مسائل سیاسی هم علاقه‌ای زایدالوصف داشت. او در ایام مبارزات انتخاباتی وارن هاردینگ به حمایت از او وارد میدان شد. هاردینگ او را به عنوان سفیر آمریکا در ایران در سال ۱۹۲۱ انتخاب کرد. او بین سال‌های ۱۹۲۲ تا ۱۹۲۴ در ایران به عنوان سفیر خدمت کرد. او اولین حاخامی در تاریخ آمریکا بود که به عنوان سفیر در یک کشور خارجی انتخاب شده بود. در مقام سفیر او «به یهودیان ایران خدماتی شایان کرد و بارها با رجوع به مقامات دولتی ایران توطئه‌های ضدیهودی را در نطفه خفه کرد.»هرگونه تحریکی علیه یهودیان با واکنش منفی کورنفلد مواجه می‌شد که در اصل خود یک روحانی یهودی به‌شمار می‌رفت. در زمان حضور او در ایران در سپتامبر ۱۹۲۲ رضاخان اقدام به بستن آب محله یهودی‌نشین عودلاجان کرد و با پادرمیانی او وی قبول کرد که دوباره آب این محله را باز کند. در سال ۱۹۲۵ به آمریکا رفت و در کنیسه‌ای در تولید و اوهایو به حاخامی بازگشت.